# Jacques Stuart le Gros
Jacques Stuart dit Le Gras (anglais : James The Fat), né vers 1400 et décédé en 1429.
Le plus jeune fils de Murdoch, et seul survivant mâle après l’exécution de son père et ses frères en 1425. Il devient le point de ralliement des ennemis du roi, en particulier du côté de Lennox et de l’ouest. Il doit cependant fuir avec les bâtards de son frère Walter face à une expédition royale, pour Antrim en Irlande. Il y restera jusqu’à sa mort en 1429, faisant toujours figure de menace pour la monarchie écossaise. Il ne se maria pas mais eu 7 enfants illégitimes.